# Stearibia nigriceps
Stearibia nigriceps – gatunek muchówki z rodziny sernicowate i podrodziny Piophilinae.
Gatunek ten opisany został w 1830 roku przez Johanna Wilhelma Meigena jako Piophila nigriceps.
Muchówka o ciele długości od 2,5 do 4 mm, ubarwionym czarno. Odnóża są czarne z żółtymi biodrami, stopami oraz środkowymi i tylnymi goleniami. Chetotaksja głowy cechuje się m.in. rozbieżnymi szczecinkami zaciemieniowymi, obecnością wibrys i słabymi szczecinkami przyoczkowymi. Tułów charakteryzuje błyszcząca, niepomarszczona powierzchnia śródplecza, brak szczecinek barkowych oraz nagie mezopleury.
Larwy przechodzą rozwój na padlinie.
Owad znany z Portugalii, Wielkiej Brytanii, Francji, Holandii, Niemiec, Szwecji, Norwegii, Finlandii, Szwajcarii, Włoch, Polski, Czech, Słowacji, Węgier, Rumunii, europejskiej części Rosji, wschodniej Palearktyki, Ameryki Północnej i Południowej.